# Super Hits (album de George Jones)
Pour les articles homonymes, voir Super Hits.
Albums de George Jones
Too Wild Too Long
(1987) One Woman Man
(1989)
Super Hits est une compilation de l'artiste américain de musique country George Jones. Cet album est sorti en 1987 sur le label Epic Records. Cet album a été certifié Disque d'or puis Disque de platine en 1992.

## Liste des pistes
| No  | Titre                                         | Auteur                        | Durée |
| --- | --------------------------------------------- | ----------------------------- | ----- |
| 1.  | White Lightnin'                               | J.P. Richardson               | 2:36  |
| 2.  | Why Baby Why                                  | George Jones, Darrel Edwards  | 2:26  |
| 3.  | The Window Up Above                           | Jones                         | 2:56  |
| 4.  | A Picture of Me (Without You)                 | Norro Wilson, George Richey   | 2:32  |
| 5.  | The Grand Tour                                | Wilson, Richey, Carmol Taylor | 3:07  |
| 6.  | Bartender's Blues                             | James Taylor                  | 3:45  |
| 7.  | He Stopped Loving Her Today                   | Bobby Braddock, Curly Putman  | 3:17  |
| 8.  | Tennessee Whiskey                             | Dillon, Hargrove              | 2:53  |
| 9.  | The One I Loved Back Then (The Corvette Song) | Gentry                        | 2:31  |
| 10. | Who's Gonna Fill Their Shoes                  | Seals, Barnes                 | 3:15  |

## Positions dans les charts
| Chart (1987)                      | Positions |
| --------------------------------- | --------- |
| U.S. Billboard Top Country Albums | 26        |